# 法学院招生委员会
法学院招生委员会（Law School Admission Council，LSAC）是一個在美國、加拿大与澳大利亚擁有超過200所學校成員的非營利組織。總部設於宾夕法尼亚州牛顿市。
由教育測驗部門（Educational Testing Service）於1947年創立，最初由弗吉尼亚大学、哈佛大学、耶鲁大学、哥伦比亚大学与宾夕法尼亚大学組成代表，形成法学院招生委员会，以協調、推動、改良法學院招生程序。
法學院入學委員會眾所皆知主管法学院招生测验（Law School Admission Test，LSAT）。它也運行一個服務叫做法學院資料集合服務（Law School Data Assembly Service，通常縮寫成LSDAS），收集法學院申請人的大學與法學院入學測試表現做成一份標準報告。

## 外部連結
- 法學院入學委員會官網 （页面存档备份，存于） （英文）